# Schockprisen
Schockprisen är pris instiftade av den svenske filosofen Rolf Schock (1933–1986) i hans testamente. Prisen delas ut vartannat eller vart tredje år, första gången 1993. Prissumman var år 2014 på 600 000 kr. 
Prisen finns i fyra kategorier och delas ut av tre svenska akademier:
1. Logik och filosofi, av Kungliga Vetenskapsakademien
2. Matematik, av Kungliga Vetenskapsakademien
3. Visuell konst, av Konstakademien
4. Musik, av Kungliga Musikaliska Akademien

## Pristagare i logik och filosofi
| År   | Namn              | Land              |
| ---- | ----------------- | ----------------- |
| 1993 | W.V. Quine        | USA               |
| 1995 | Michael Dummett   | Storbritannien    |
| 1997 | Dana S. Scott     | USA               |
| 1999 | John Rawls        | USA               |
| 2001 | Saul Aaron Kripke | USA               |
| 2003 | Solomon Feferman  | USA               |
| 2005 | Jaakko Hintikka   | Finland / USA     |
| 2008 | Thomas Nagel      | Jugoslavien / USA |
| 2011 | Hilary Putnam     | USA               |
| 2014 | Derek Parfit      | Storbritannien    |
| 2017 | Ruth Millikan     | USA               |
| 2018 | Saharon Shelah    | Israel            |
| 2020 | Dag Prawitz       | Sverige           |
| 2020 | Per Martin-Löf    | Sverige           |
| 2022 | David Kaplan      | USA               |
| 2024 | Hans Kamp         | Tyskland          |
| 2024 | Irene Heim        | USA               |

## Pristagare i matematik
| År   | Namn                                    | Land                |
| ---- | --------------------------------------- | ------------------- |
| 1993 | Elias M. Stein                          | USA                 |
| 1995 | Andrew Wiles                            | USA                 |
| 1997 | Mikio Sato                              | Japan               |
| 1999 | Yurij Manin                             | Ryssland / Tyskland |
| 2001 | Elliott H. Lieb                         | Tyskland            |
| 2003 | Richard P. Stanley                      | USA                 |
| 2005 | Luis Caffarelli                         | USA                 |
| 2008 | Endre Szemerédi                         | Ungern / USA        |
| 2011 | Michael Aschbacher                      | USA                 |
| 2014 | Yitang Zhang                            | USA                 |
| 2017 | Richard Schoen                          | USA                 |
| 2018 | Ronald Coifman                          | USA                 |
| 2020 | Nicolaj Georgievitj Makarov (född 1955) | Ryssland            |
| 2022 | Jonathan S. Pila                        | Storbritannien      |
| 2024 | Lai-Sang Young                          | USA                 |

## Pristagare i visuell konst
| År   | Namn                                | Land                      |
| ---- | ----------------------------------- | ------------------------- |
| 1993 | Rafael Moneo                        | Spanien                   |
| 1995 | Claes Oldenburg                     | USA                       |
| 1997 | Torsten Andersson                   | Sverige                   |
| 1999 | Jacques Herzog och Pierre de Meuron | Schweiz                   |
| 2001 | Giuseppe Penone                     | Italien                   |
| 2003 | Susan Rothenberg                    | USA                       |
| 2005 | Kazuyo Sejima och Ryue Nishizawa    | Japan                     |
| 2008 | Mona Hatoum                         | Libanon / Storbritannien  |
| 2011 | Marlene Dumas                       | Sydafrika / Nederländerna |
| 2014 | Anne Lacaton & Jean-Philippe Vassal | Frankrike                 |
| 2017 | Doris Salcedo                       | Colombia                  |
| 2018 | Andrea Branzi                       | Italien                   |
| 2020 | Francis Alÿs                        | Mexiko                    |
| 2022 | Rem Koolhaas                        | Nederländerna             |
| 2024 | Steve McQueen                       | Storbritannien            |

## Pristagare i musik
| År   | Namn                 | Land           |
| ---- | -------------------- | -------------- |
| 1993 | Ingvar Lidholm       | Sverige        |
| 1995 | György Ligeti        | Tyskland       |
| 1997 | Jorma Panula         | Finland        |
| 1999 | Kronos Quartet       | USA            |
| 2001 | Kaija Saariaho       | Finland        |
| 2003 | Anne Sofie von Otter | Sverige        |
| 2005 | Mauricio Kagel       | Tyskland       |
| 2008 | Gidon Kremer         | Lettland       |
| 2011 | Andrew Manze         | Storbritannien |
| 2014 | Herbert Blomstedt    | Sverige        |
| 2017 | Wayne Shorter        | USA            |
| 2018 | Barbara Hannigan     | Kanada         |
| 2020 | György Kurtág        | Ungern         |
| 2022 | Víkingur Ólafsson    | Island         |
| 2024 | Oumou Sangaré        | Mali           |